# Precious (groupe)
Precious est un girl group britannique. Il représente le Royaume-Uni au Concours Eurovision de la chanson 1999 avec la chanson Say It Again.

## Histoire
Precious se forme à la fin de 1998 par les amies Sophie McDonnell et Jenny Frost. Une série d'auditions voit les membres restants se joindre : Anya Lahiri, Kalli Clark-Sternberg et Louise Rose. Rose devient la chanteuse principale.
L'année suivante, le groupe prend son envol. En mai 1999, Precious est choisi pour représenter le Royaume-Uni au concours Eurovision de la chanson. La chanson Say It Again se montre populaire et le groupe peut signer avec EMI pour la sortir en single le 17 mai. À sa sortie, la chanson se classe à la sixième place des ventes de singles au Royaume-Uni. La chanson obtient 28 points, se plaçant à la 12e place sur 23 participants.
Suit le premier album, Precious. Il comprend Say It Again et se fait avec des auteurs-compositeurs et des producteurs tels que Cutfather et Joe et Chris Porter. L'une des chansons, I Count the Minutes, est à l'origine enregistrée par Ricky Martin pour son premier album anglais en 1999. Il sort le 20 novembre 2000. Le groupe en fait une large promotion en s'appuyant sur un deuxième single Rewind qui prend la 11e place du UK Singles Chart. Precious sort son troisième single It's Gonna Be My Way le 26 juin 2000 et atteint la 27e place. Leur dernier single est New Beginning, avec un clip vidéo dans un entrepôt industriel montrant le groupe se comportant comme des filles difficiles. La chanson atteint le numéro 50.
L'album se vend à moins de 600 exemplaires. Le groupe est abandonné par son label. Chaque membre décide de se lancer dans une carrière solo :
- Sophie McDonnell devient animatrice de télévision et de radio ;
- Jenny Frost remplace Kerry Katona dans le groupe Atomic Kitten ;
- Anya Lahiri reprend le mannequinat puis est actrice ;
- Louise Rose devient actrice.

## Discographie
Album
- 2000 : Precious

Single
- 1999 : Say It Again
- 2000 : Rewind
- 2000 : It's Gonna Be My Way
- 2000 : New Beginning